# Pittsburgh Opera

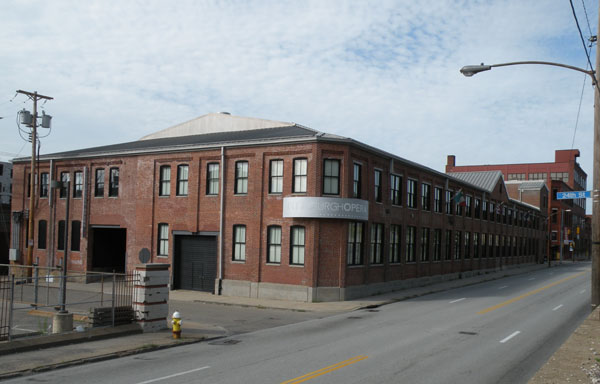
Il Pittsburgh Opera Building situato nell'ex Westinghouse Electric al 2425 di Liberty Avenue nello Strip District di Pittsburgh, Pennsylvania

La Pittsburgh Opera è una compagnia d'opera americana, fondata nel 1939, con sede a Pittsburgh, in Pennsylvania.

## Descrizione
La Pittsburgh Opera si esibisce in diverse sedi, principalmente al Benedum Center, con altre esibizioni al teatro della Pittsburgh Creative and Performing Arts School (CAPA). La sede Archiviato il 7 settembre 2009 in Internet Archive. si trova nell'ex Fabbrica George Westinghouse Air Brake, al n. 2425 di Liberty Avenue, nello Strip District. La Pittsburgh Opera ha ricevuto la Certificazione LEED Silver dal Green Building Council degli Stati Uniti ed è la prima compagnia d'opera "verde" negli Stati Uniti nella categoria Operations and Maintenance. La sede della Pittsburgh Opera è anche il più antico edificio ecologico di Pittsburgh.

## Storia
La Pittsburgh Opera fu fondata nel 1939 come Pittsburgh Opera Company ed è l'ottava compagnia d'opera più antica degli Stati Uniti. La compagnia fu fondata da cinque donne che fondarono la Pittsburgh Opera Society nel 1939, Virginia C. Byerly, pianista, Carolyn Hunt Mahaffey, contralto, Priscilla W. Collins, Ruby N. Wickersham, Marie M. Pease, rendendo possibile l'esecuzione inaugurale di I racconti di Hoffmann di Offenbach alla Carnegie Music Hall nel marzo 1940. Il primo direttore della compagnia fu Richard Karp, dal 1942 al 1977. Sua figlia Barbara Karp ha assunto le funzioni di suo padre durante la sua ultima malattia. James DeBlasis è stato poi direttore artistico ad interim dopo le dimissioni di Barbara Karp. Nel 1983 Tito Capobianco diventa Direttore Generale dell'Opera di Pittsburgh, carica che ricopre fino al 1997. Dal 1997 al 2000 Capobianco è Direttore Artistico della compagnia, prima di lasciarla nel 2000.
Mark Weinstein è diventato direttore generale della Pittsburgh Opera nel 1999, dopo aver iniziato come direttore esecutivo nel 1997. Durante il suo incarico ha presieduto ad un aumento del patrimonio della società da 4 milioni di dollari a 16 milioni di dollari, nonché l'eliminazione di 2,5 milioni di dollari di debiti. Weinstein ha anche presieduto all'aggiunta di una produzione extra durante la stagione aziendale, 5 produzioni contro 4, dalla stagione 2001-2002 alla stagione 2003-2004. Ha annunciato le sue dimissioni dalla carica di direttore generale della Pittsburgh Opera a partire dal 1º febbraio 2008. Il direttore artistico Christopher Hahn è stato nominato Direttore generale nel giugno 2008.
Durante il mandato di Christopher Hahn come Direttore Generale, il repertorio della compagnia si espanse considerevolmente includendo opere barocche e molte opere contemporanee. Nel 2017 la Pittsburgh Opera ha prodotto la sua prima anteprima mondiale, The Summer King - The Josh Gibson Story. Basato sulla vita e sulla tragica morte del giocatore di baseball della Hall of Fame, cresciuto a Pittsburgh e protagonista degli Homestead Grays e dei Pittsburgh Crawfords, The Summer King ha presentato il basso-baritono Alfred Walker nel ruolo di Josh Gibson e l'acclamato mezzosoprano Denyce Graves nei panni della sua innamorata Grace.
Christopher Hahn ha ampliato il prestigioso Resident Artist Program della Pittsburgh Opera per inserire due produzioni annuali, entrambe offerte come parte della serie completa di abbonamento. Acclamato come uno dei principali programmi di formazione del paese per giovani cantanti, il Resident Artist Program della Pittsburgh Opera offre uno sviluppo professionale durante una sessione di due anni. Il programma ha promosso le carriere di cantanti che si esibiscono regolarmente sulla scena mondiale, tra cui Marianne Cornetti, Rolando Villazón, Oren Gradus, David Miller, Maria Zifchak, Kevin Glavin, Danielle Pastin, Sean Panikkar e Audrey Luna. Nel 2017 Luna ha cantato la nota più alta mai registrata nei 130 anni di storia del Metropolitan Opera.
Hahn ha anche guidato il trasferimento nel 2008 alla nuova sede della Pittsburgh Opera Archiviato il 14 giugno 2021 in Internet Archive. nella storica George Westinghouse Air Brake Factory al 2425 di Liberty Avenue, nello Strip District di Pittsburgh, ed ha sviluppato una serie di programmi per il pubblico e la comunità che si svolgono lì. L'edificio ha un profondo legame con il leggendario passato di Pittsburgh: è stato costruito come la fabbrica originale di freni ad aria compressa di George Westinghouse nel 1869. Con una superficie di 45.000 piedi quadrati, l'edificio ristrutturato dispone di uffici, 4.000 piedi quadrati di sale prove, costumi, parrucche e negozi di trucco e una cucina, che risponde alle esigenze “multimediali” dell'opera. La ristrutturazione ha portato alla Certificazione LEED di livello Silver nella categoria Operazioni e Manutenzione nel giugno 2011 e incorpora gli interni in mattoni a vista del sito, 150 finestre storicamente accurate e casseforti antincendio in metallo originali.
Christopher Hahn è stato direttore artistico dell'azienda dal 2000 fino alla sua nomina a Direttore Generale. John Mauceri è stato direttore musicale della Pittsburgh Opera dal 2000 fino alle sue dimissioni nel 2006, per assumere un incarico accademico nella Carolina del Nord. Nell'ottobre 2006 Antony Walker è stato nominato successivo direttore musicale della Pittsburgh Opera ed ha assunto immediatamente l'incarico. Il contratto iniziale di Walker era di 3 anni, ma da allora è stato prorogato per tutta la stagione 2011-12. Il 1º aprile 2008, in una esecuzione dell'Aida di Verdi al Benedum Center, nell'atto finale dell'opera, Walker è intervenuto per cantare il ruolo di Radames dalla buca dell'orchestra, dirigendo allo stesso tempo, mentre il tenore cantava il ruolo sul palco.

## Direttori musicali
- Theo Alcántara[12] (1987-2002)
- John Mauceri (2000–2006)
- Antony Walker (2006–present)